# 尚帕尼亚克
尚帕尼亚克（法語：Champagnac，法語發音：[ʃɑ̃paɲak]）是法国康塔尔省的一个市镇，属于莫里亚克区。

## 地理
尚帕尼亚克（45°21'23"N, 2°23'58"E）面积28.01 平方千米，位于法国奥弗涅-罗讷-阿尔卑斯大区康塔爾省，该省份为法国中南部省份，位于法國中央高原中心，北起科雷兹省、上盧瓦爾省和多姆山省，西接洛特省和科雷兹省，南至阿韦龙省和洛特省，东临上盧瓦爾省和洛泽尔省。
与尚帕尼亚克接壤的市镇（或旧市镇、城区）包括：巴西尼亚克、马迪克、圣皮埃尔、韦里耶尔、伊德、塞朗东、萨鲁-圣朱利安。

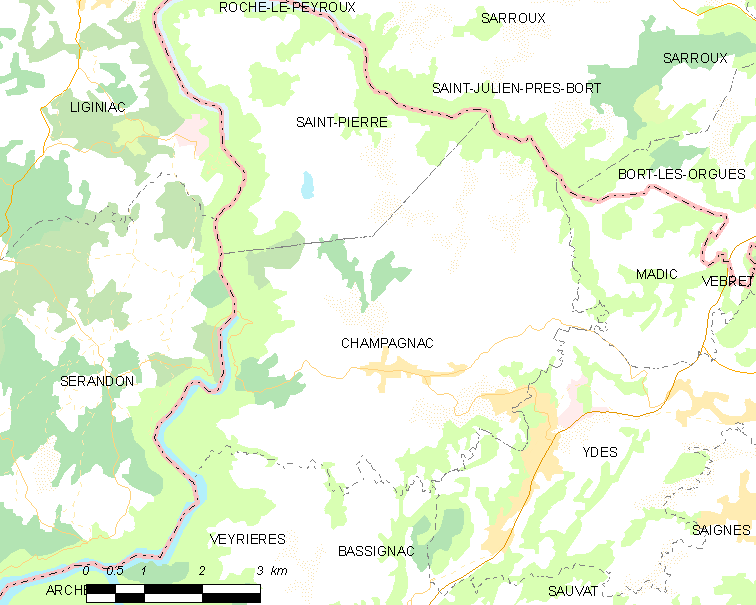
尚帕尼亚克的OSM定位图

尚帕尼亚克的时区为UTC+01:00、UTC+02:00（夏令时）。

## 行政
尚帕尼亚克的邮政编码为15350，INSEE市镇编码为15037。

## 政治
尚帕尼亚克所属的省级选区为伊德县。

## 人口

1962-2008年间尚帕尼亚克人口变化图示

尚帕尼亚克于2022年1月1日时的人口数量为1023人。